# Ogbogolo
L'Ogbogolo (o Obogolo) és una llengua que es parla a l'estat de Rivers del sud de Nigèria. Es parla concretament a la LGA d'Ahoada.
L'ogbogolo és una llengua que forma part de les llengües Central Delta de les llengües del riu Cross de la família lingüística de les llengües Benué-Congo.Segons l'ethnologue el 1995 tenia 10.000 parlants.
El 65% dels parlants d'ogbogolo professen confessions cristianes: el 50% són catòlics, el 30% són protestants i el 20% són d'esglésies independents, i el 5% són evangèlics. El 35% restant creuen en religions tradicionals africanes.